# Bronx Park

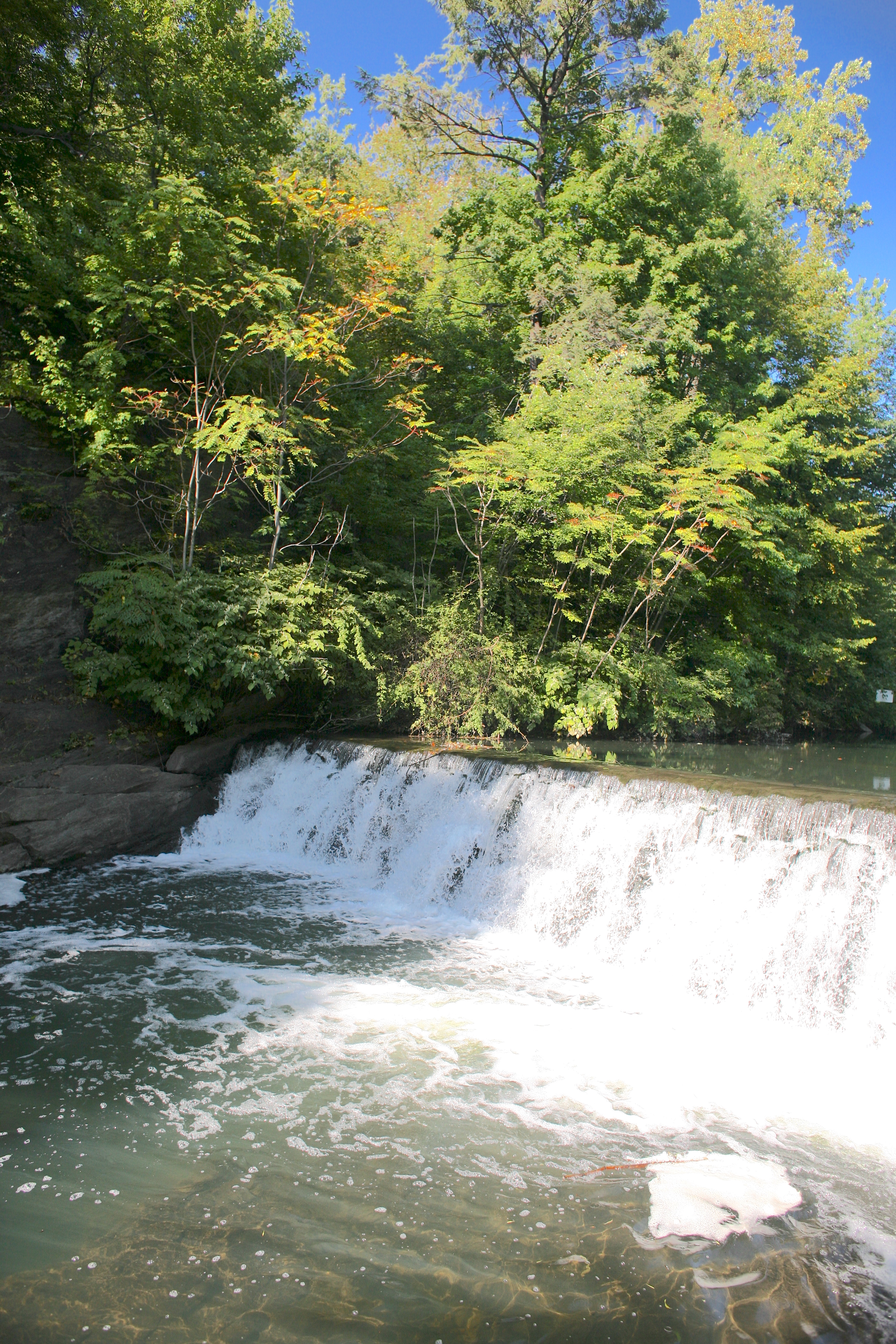
Bronx River in Bronx Park

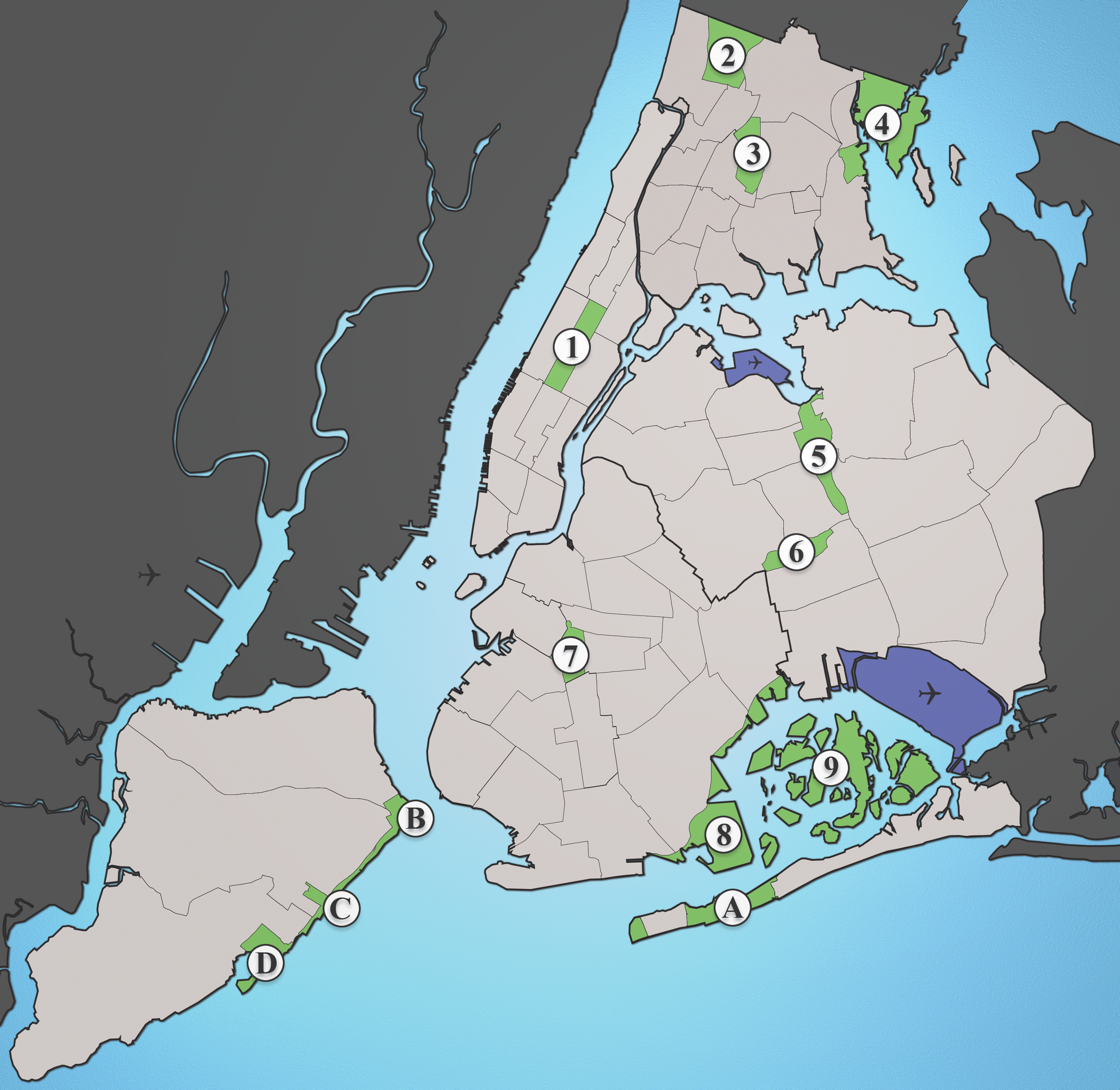
Bronx Park (nummer 3) op de kaart van New York

Het Bronx Park is een stadspark in het stadsdeel The Bronx in New York. Het park valt onder het bestuur van het New York City Department of Parks and Recreation. Het park ontleent zijn naam aan Jonas Bronck (1600-1643), een Zweedse immigrant in de regio. De oppervlakte is circa 291 ha. 
Vele planten- en diersoorten komen er voor. De Bronx River stroomt door een kloof over een lengte van 3 km door het park. Aan de oevers in het park is vloedbos en moeras met rode esdoorn te vinden. 
Het Bronx Park huisvest twee grote attracties: de Bronx Zoo en de New York Botanical Garden. Daarnaast zijn er recreatieterreinen, speeltuinen, fietspaden, honkbalvelden, tennisbanen, basketbalvelden, American football- en voetbalvelden te vinden. 
Het park huisvest daarnaast een aantal monumenten zoals de Rainey Memorial Gate, een sierpoort met 22 beelden van dieren. De poort is ontworpen door architect Paul Manship (1885-1966) en eert Paul J. Rainey (1877-1923), een jager en patroon van de Bronx Zoo. 